# Bulbul d'ulleres vermelles
El bulbul d'ulleres vermelles (Ixodia erythropthalmos; syn: Pycnonotus erythropthalmos) és una espècie d'ocell de la família dels picnonòtids (Pycnonotidae). Es troba a Brunei, Indonèsia, Malàisia, Myanmar, Tailàndia i Vietnam. També es considera extint a Singapur. Els seus hàbitats principals són els boscos tropicals i subtropicals de frondoses humits de les terres baixes, els manglars, els boscos de pantà, les zones riberenques, els jardins rurals i les àrees forestals fortament degradades. El seu estat de conservació es considera de risc mínim.